# Bento Soares
Bento Soares (Brejo, 13 de novembro de 1947 - João Pessoa, 28 de novembro de 2011) foi um escritor e jornalista brasileiro, sendo considerado um dos maiores cronistas do futebol paraibano.
Após aposentado pelo Banco do Brasil, formou-se em jornalismo com 56 anos de idade. Era cronista esportivo de rádios e jornais.
Em 2006 lançou o livro “Vendo o Jogo pelo Rádio”.